# Anania vicinalis
Anania vicinalis là một loài bướm đêm trong họ Crambidae.